# Batocera
Batocera — род жуков из семейства Усачи.

## Описание
Длина тела отдельных видов до 100 мм, в среднем 50—60 мм. Тело в основном в волосяном покрове, видимая окраска жука чаще всего зависит от цвета и рисунка покрова. В большинстве случаев окраска более или менее скромная, часто покровительственная. Однако имеются и виды с очень яркой и пёстрой окраской.
Наиболее характерные признаки рода — лоб отвесный, образующий с теменем угол, близкий к прямому. Мандибулы направлены вниз. Последний членик щупиков более или менее заострённый или сильно суженный к концу. Передние голени с бороздкой или желобком, усаженными волосками и представляющими так называемую щетку.
Усики весьма разнообразны но длине, обычно достигают вершины надкрылий, порой — в 2—3 раза длиннее тела  (Batocera wallacei), а иногда превосходят длину тела даже в 4—5 раз у самцов. Усиковые бугорки расположены вдали от основания мандибул, обычно помещаются в глазной выемке. Усики обычно покрыты мелкими волосками.
Глаза почти всегда выемчатые, почти полностью разделённые.
Лапки почти всегда с широкими члениками. Передние ноги иногда бывают удлинёнными.

## Ареал
Индо-Малайский регион, Юго-Восточная Азия, Австралия, Новая Гвинея.

## Виды

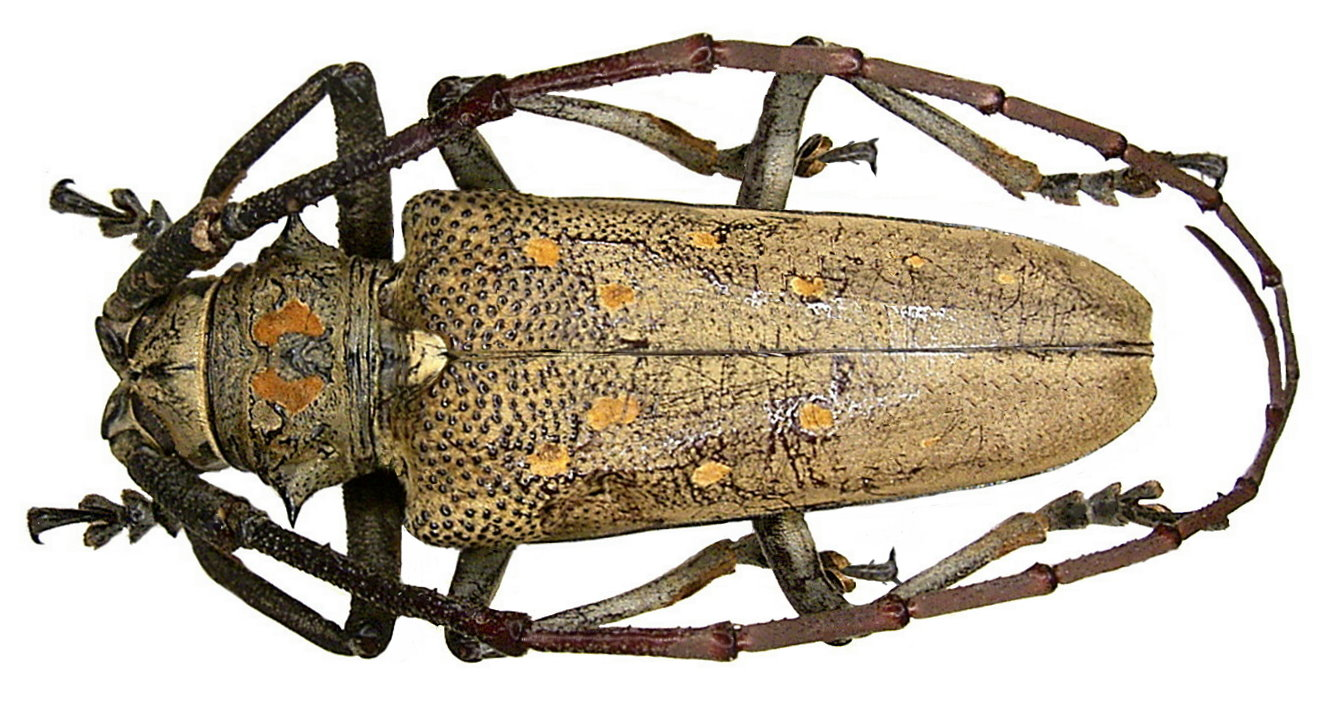
Batocera rufomaculata

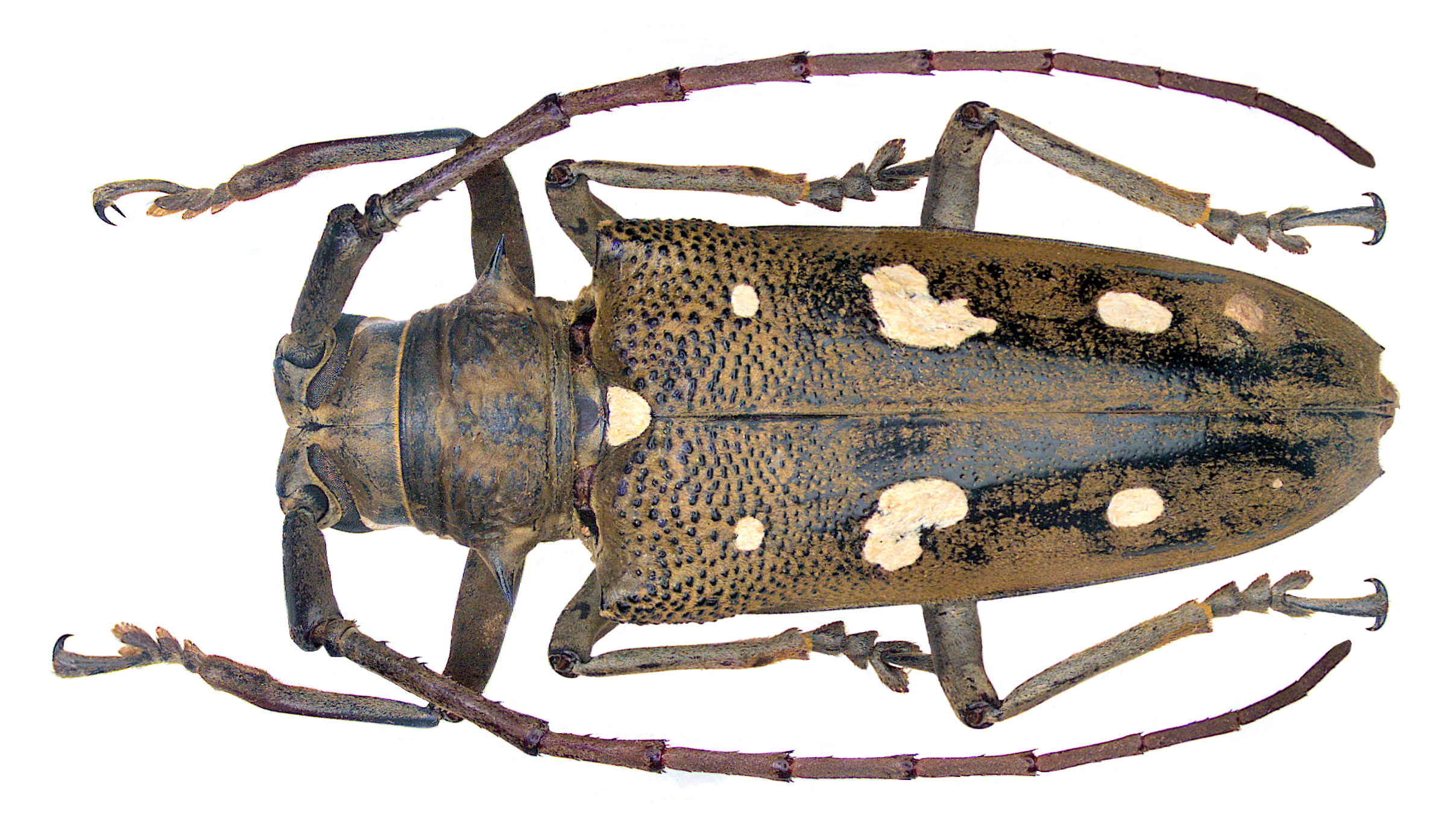
Batocera rubus

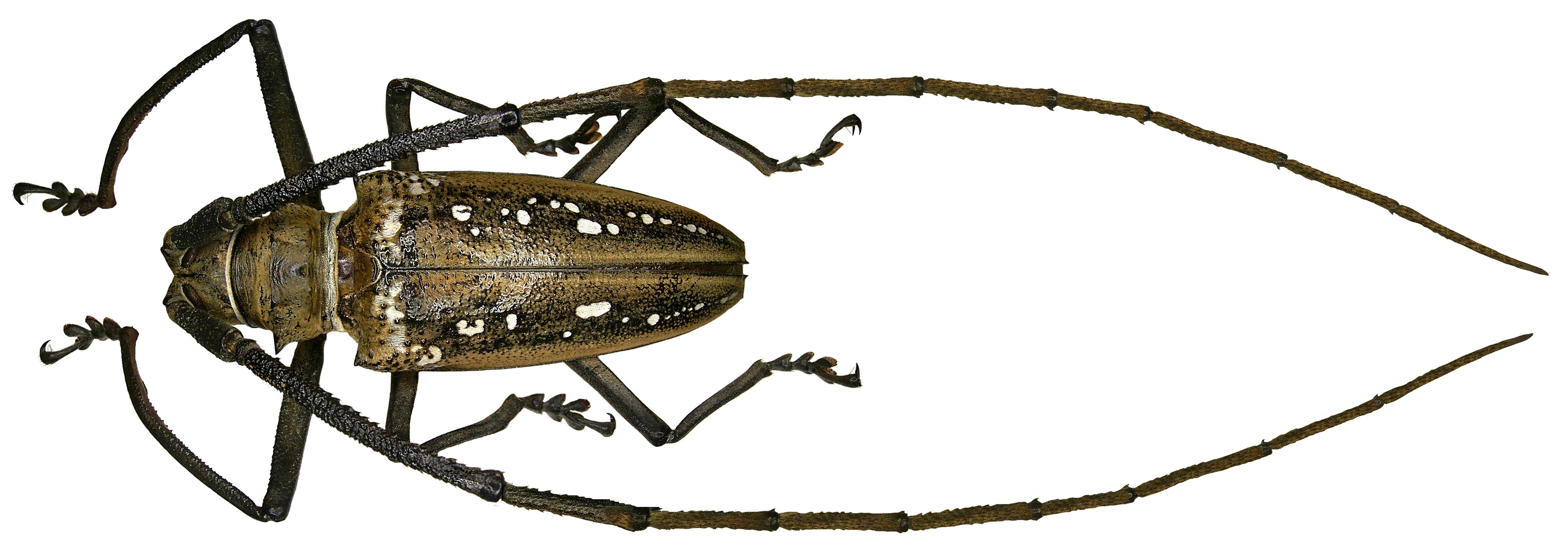
Самец Batocera wallacei

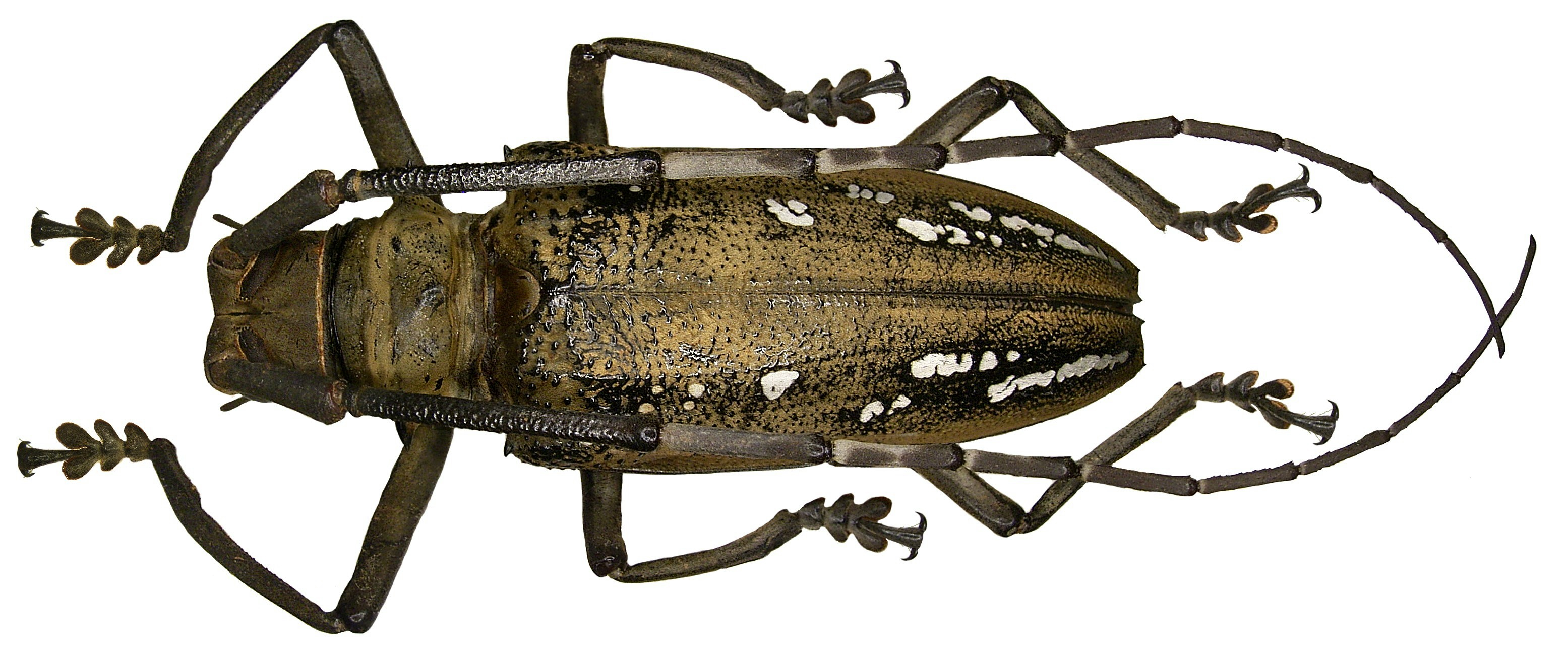
Самка Batocera wallacei

- Batocera aeneonigra (Thomson, 1859)
- Batocera ammiralis (Breuning, 1947)
- Batocera andamana (Thomson, 1878)
- Batocera boisduvali (Hope, 1839)
- Batocera breuningi (Gilmour & Dibb, 1948)
- Batocera browni (Bates, 1877)
- Batocera bruyni (Lansborough, 1880)
- Batocera celebiana (Thomson, 1858)
- Batocera chevrolati (Thomson, 1859)
- Batocera cinnamonea (Pascoe, 1866)
- Batocera claudia (Pascoe, 1866)
- Batocera davidis (Deyrolle, 1878)
- Batocera drapiezi (Aurivillius, 1922)
- Batocera enganensis (Gahan, 1907)
- Batocera frenchi (Poll, 1886)
- Batocera gerstaeckerii (Thomson, 1865)
- Batocera gigas (Drapiez, 1819)
- Batocera granulipennis (Breuning 1948)
- Batocera hercules (Boisduval, 1835)
- Batocera hlaveki (Rigout, 1988)
- Batocera horsfieldi (Hope, 1839)
- Batocera humeridens (Thomson, 1859)
- Batocera inconspicua (Poll, 1890)
- Batocera kibleri (Schwarzer, 1925)
- Batocera laena (Thomson, 1858)
- Batocera lamondi (Rigout, 1987)
- Batocera lethuauti (Schmitt & Le Thuaut, 2000)
- Batocera lineolata (Chevrolat, 1852)
- Batocera magica (Thomson, 1859)
- Batocera malleti (Schmitt, 2000)
- Batocera matzdorffi (Kriesche, 1915)
- Batocera migsominea (Gilmour & Dibb, 1948)
- Batocera molitor (Kriesche, 1915)
- Batocera nebulosa (Bates, 1877)
- Batocera numitor (Newman, 1842)
- Batocera oceanica (Schwarzer, 1914)
- Batocera parryi (Hope, 1845)
- Batocera porioni (Rigout, 1987)
- Batocera punctata (Schwarzer, 1925)
- Batocera rosenbergi (Kaup, 1866)
- Batocera roylei (Hope, 1833)
- Batocera rubus (Linné, 1758)
- Batocera rufomaculata (Degeer, 1775)
- Batocera sentis (Linné, 1758)
- Batocera strandi (Breuning, 1954)
- Batocera sumbaensis (Franz, 1972)
- Batocera thomae (Voet, 1778)
- Batocera thomsoni (Javet, 1858)
- Batocera tigris (Voet, 1778)
- Batocera timorlautensis (Heller, 1897)
- Batocera tippmanni (Breuning, 1954)
- Batocera una (White, 1858)
- Batocera ushijimai (Ohbayashi N., 1981)
- Batocera victoriana (Thomson, 1856)
- Batocera wallacei (Thomson, 1858)
- Batocera woodlarkiana (Montrouzier, 1855)
- Batocera wyliei (Chevrolat, 1858)